# 吉村謙輔
吉村 謙輔（よしむら けんすけ、1952年 - ）は日本の言語学者、中央大学教授。専門は言語学。
ドイツ連邦外務省語学採用試験官なども務めるなど、長年ヨーロッパで日英独の通訳者として活躍。現在は中央大学でドイツ語を中心に教えている。

## 略歴
- 1974年大阪経済大学経済学部卒業
- 1984年ウィーン大学大学院人文学研究科修士課程修了
- 2002年中央大学商学部専任講師
- 2003年中央大学商学部准教授
- 2014年中央大学商学部教授